# Face (film, 1997)
Cet article concerne le film de Antonia Bird. Pour le film de Sang-Gon Yoo, voir Face.
Pour les articles homonymes, voir Face.
Pour plus de détails, voir Fiche technique et Distribution.
Face est un film britannique réalisé par Antonia Bird, sorti en 1997.

## Synopsis
Ray se sent vieillir, et il ne croit plus beaucoup à ceux qui incarnent ses idéaux sociaux des années 1980. Il réorganise un holdup avec d'autres anciens braqueurs, mais c'est dans la défiance entre les membres de l'équipe que le bain de sang final va se déclencher. Heureusement, il y a l'amour de sa vie, Connie.

## Fiche technique
- Titre : Face
- Réalisation : Antonia Bird
- Scénario : Ronan Bennett
- Musique : Paul Conboy, Adrian Corker & Andy Roberts
- Photographie : Fred Tammes
- Montage : St. John O'Rorke
- Production : Elinor Day & David M. Thompson
- Sociétés de production : BBC Films, British Screen Productions, Daigoro Face Productions Ltd. & Distant Horizon
- Société de distribution : New Line Cinema
- Pays :  Royaume-Uni
- Langue : Anglais
- Format : Couleur - Dolby Digital - 35 mm - 1.85:1
- Genre : Drame et thriller
- Durée : 101 min

## Distribution
- Robert Carlyle (VF : Éric Herson-Macarel) : Ray
- Ray Winstone (VF : Bernard Métraux) : Dave
- Lena Headey : Connie
- Steven Waddington (VF : Jérôme Rebbot) : Stevie
- Phil Davis (VF : Jean-Yves Chatelais) : Julian
- Damon Albarn : Jason
- Andrew Tiernan : Chris
- Christine Tremarco : Sarah
- Peter Vaughan (VF : William Sabatier) : Sonny
- Hazel Douglas : Linda
- Arthur Whybrow : Bill
- Sue Johnston : Alice

## Récompenses
- Primé au Festival du film policier de Cognac en 1998, de l'hommage de la critique (Critics Award) et du Grand Prix en faveur d'Antonia Bird.
- Primé aux Evening Standard British Film Awards de 1998 pour le meilleur acteur en la personne de Robert Carlyle (aussi pour les deux autres films Carla's Song (1996) et The Full Monty (1997)).
- Primé aux London Critics Circle Film Awards de 1998 du ALFS Award de l'acteur britannique de l'année (British Actor of the Year) en faveur de Robert Carlyle (aussi pour les deux autres films The Full Monty (1997) et Carla's Song (1996)).